# Берген-оп-Зом
Берген-оп-Зом (нидерл. Bergen op Zoom, МФА: [ˈbɛrɣən ɔpˈsoːm], «Берген-на-Зоме») — город и община на юго-западе Нидерландов, в провинции Северный Брабант, на речке Зом неподалёку от её пересечения каналом Остерсхельде. Площадь общины составляет 93,13 км², из них 13,04 км² — это водная поверхность, а 80,09 км² — суша.

## История
Берген, разорённый в 880 году норманнами, стал в 1287 году центром отдельной сеньории в составе Брабантского герцогства. В XV веке он был одним из крупных центров торговли английской шерстью. В 1533 году Карл V повысил владельцев Бергена до сана маркграфов. Какое-то время в городе жил гуманист Эразм Роттердамский.
Во время Нидерландской революции горожане примкнули к повстанцам и успешно противостояли осадам испанских полководцев Алессандро Фарнезе и Амброзио Спинолы, в 1581 и 1622 годах, соответственно. В основу городских укреплений были положены не стены, а польдеры.
Несмотря на модернизацию укреплений Бергена, осуществлённую в XVII веке Менно Когорном, в XVIII веке крепость уже не считалась неприступной. Во время Войны за австрийское наследство (1747) и Революционных войн (1795) в город входили французские войска. В 1799 году под Бергеном англо-русские войска потерпели поражение от французов. В 1814 году город атаковали английские войска, но комендант генерал Бизонет был об этом предупрежден; защитники крепости не уступили её вплоть до подписания Парижского мира (по условиям которого крепость была сдана англичанам). 
От средневековых укреплений Бергена сохранились ворота, построенные на рубеже XIV века. Более современные фортификационные сооружения были в 1867 году разобраны, за исключением крепостного равелина (1740). Также к достопримечательностям можно отнести средневековую ратушу, не раз подновлявшуюся церковь св. Гертруды (XV век) и резиденцию бергенского маркграфа (1485—1520).

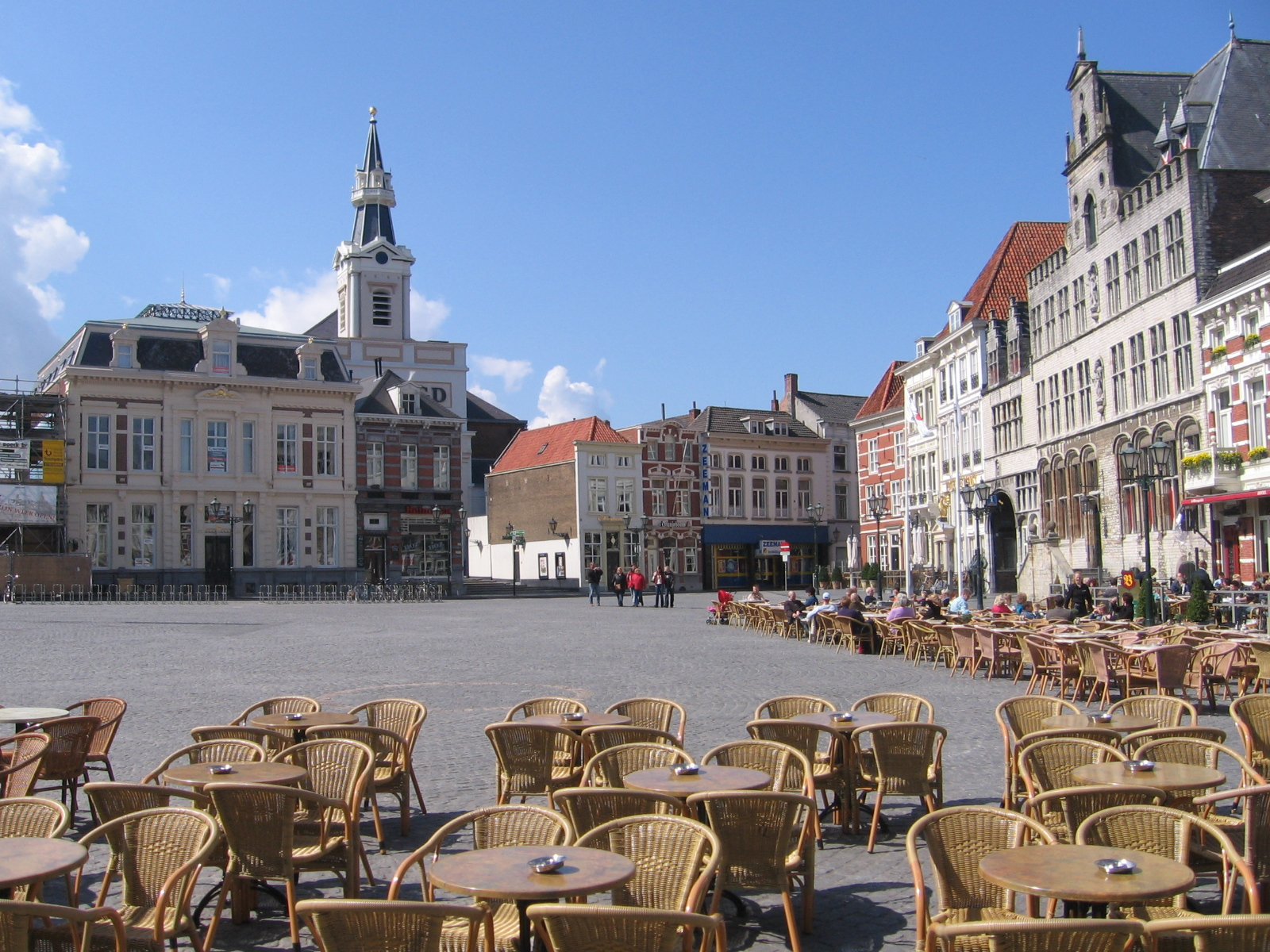
Рыночная площадь
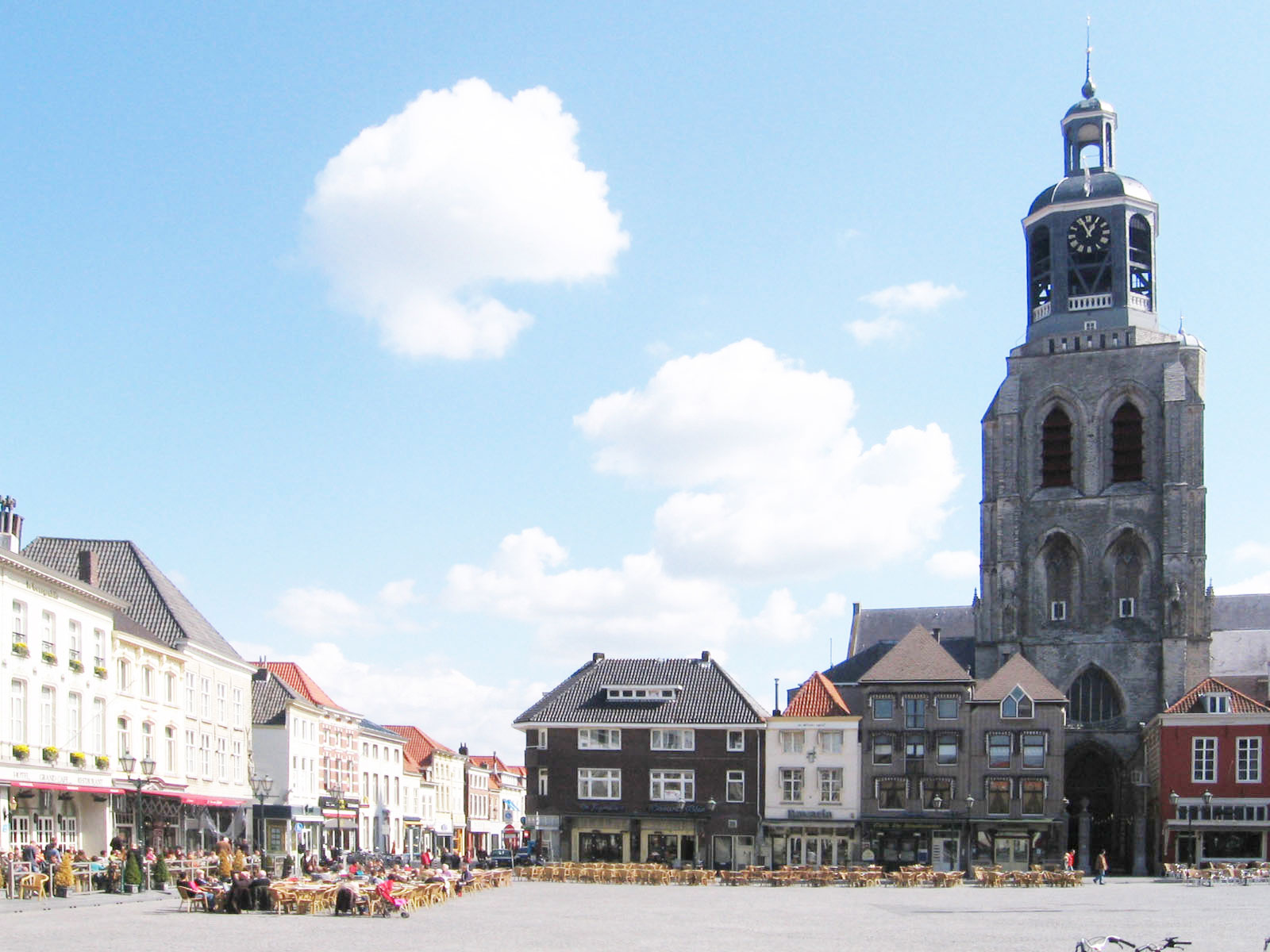
Церковь св. Гертруды
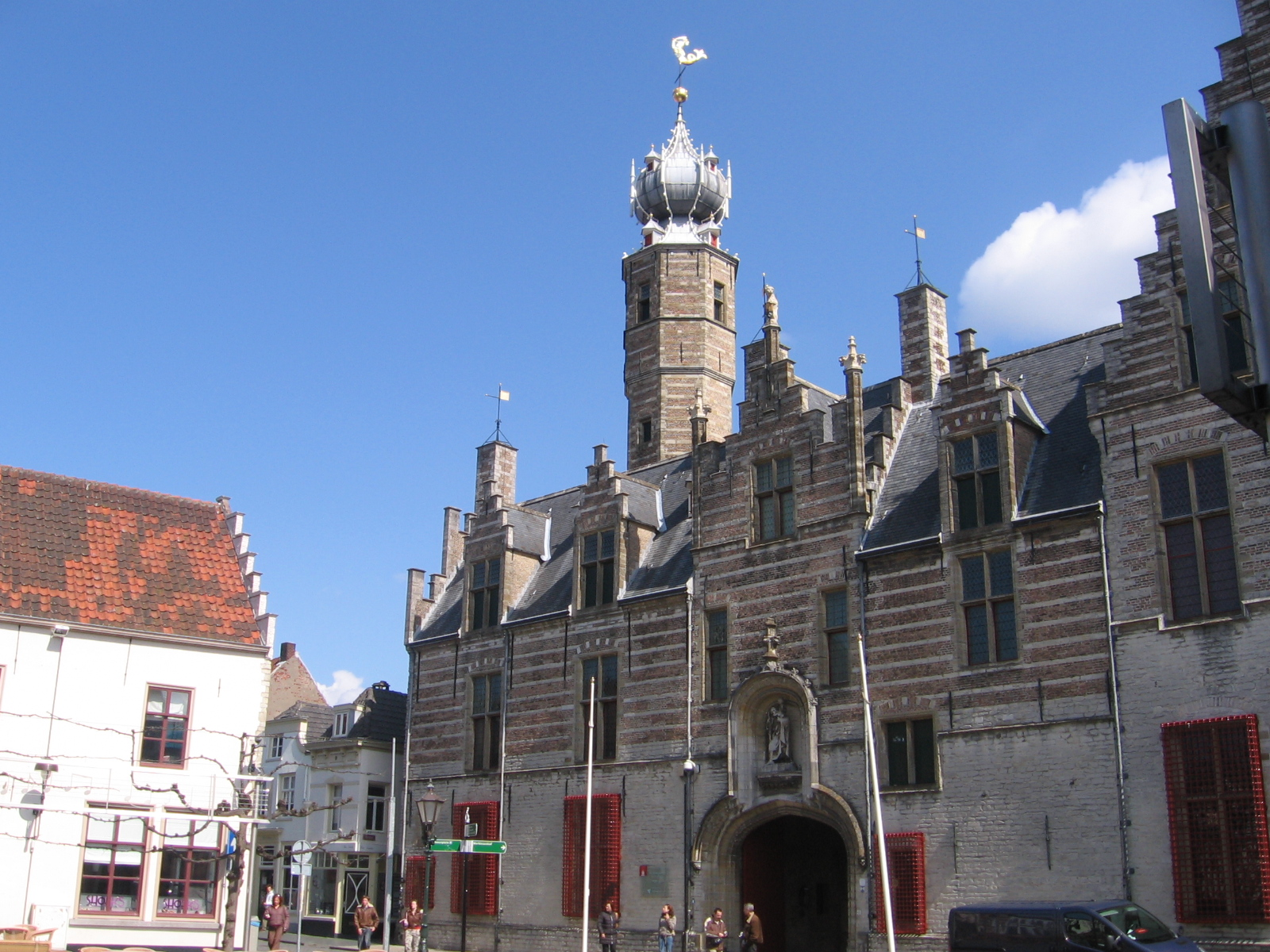
Резиденция маркграфа

## Состав общины
Помимо собственно города Берген-оп-Зом, в общину Берген-оп-Зом входят деревни Халстерен, Лепелстрат, Хеймолен, Кладде и Клютсдорп.